# Haplologie
Haplologie (von altgriechisch ἁπλοῦς haploũs „einfach“, und λόγος lógos „Wort, Rede“) oder Silbenschichtung, scherzhaft manchmal unter Anwendung des Vorgangs auf sich selbst auch Haplogie, bezeichnet die Verkürzung zweier gleich oder ähnlich lautender benachbarter Silben oder Silbenteile auf ein einziges Vorkommen. Dieser Prozess erfolgt diachron, d. h. im Sprachwandel, oder synchron mit Wortbildung beziehungsweise Übernahme eines Lehnworts und erleichtert die Aussprache. 
Haplologie als Tilgung einer Lauteinheit ist das Gegenteil zu Reduplikation, bei der Lautmaterial verdoppelt wird.

## Beispiele von Haplologien
Im Deutschen wird bei Personenbezeichnungen auf -er-er, also Nomina Agentis zu Verben auf -er-n, bei der Ableitung der weiblichen Form eine der beiden Sequenzen -er getilgt, wenn die Endung -in angehängt wird. So wird aus Herausforderer nicht Herausfordererin, sondern Herausforderin. Unter Normgesichtspunkten gilt diese Reduktion als korrekt.
- Zauberer → Zauberin
- Wanderer → Wanderin
- Eroberer → Eroberin

Haplologien/Silbenschichtungen finden sich in vielen Bereichen und Sprachen:
- Der mathematische Ausdruck Mononom wird verkürzt zu Monom.
- Mineralologie → Mineralogie
- Morphophonologie → Morphonologie vereinfacht
- Narzissismus → Narzissmus
- Selbstständigkeit → Selbständigkeit (hier nur Auslassen von -st)
- Englisch: Engla land (Land der Angeln) → England
- Altgriechisch: amphí-phorā → amphórā (Amphore)
- Ungarisch: azt hisszem → asszem („Ich glaube, dass …“)
- Italienisch: domani mattina → domattina („morgen früh“)
- Französisch: Ortsname Clermont-Ferrand ← aus Clermont-Montferrand

Die Haplologie spielt auch eine Rolle bei der Prägung wissenschaftlicher Organismennamen (Nomenklatur), die einen aus dem Lateinischen oder Altgriechischen abgeleiteten Wortstamm zeigen, etwa thalasso- („Meer[es]-“) + soma („Leib“) → Thalassoma (etwa: „Meerjungfrau“) statt Thalassosoma.
Bei der Benennung von Körperteilen im Rahmen der Nomenklatur (Anatomie) ergeben sich mitunter Probleme, wie etwa bei der Muskelart der Dilatatoren (Erweiterer, Verlängerer), abgeleitet von lateinisch dilatare („erweitern“). So wird im amerikanischen Englisch durch Haplologie das Wort dilatator zu dilator (abgeleitet aus englisch to dilate + -or). Dieses Wort kann aber im klassischen Latein lediglich „Zögerer“ oder „Zauderer“ bedeuten (zu diferre „verzögern“).

## Verwandte Begriffe
- Reduplikation, Gegenteil von Haplologie: die Verdoppelung von Wortbestandteilen, z. B. Silben
- Dittographie, Gegenteil von Haplographie: beim Schreiben eine der Haplologie ähnliche (auch unbeabsichtigte) Auslassung eines von zwei gleichgeschriebenen, aufeinander folgenden Elementen